# Ch’ae Man-sik
Ch'ae Man-sik oder Ch'ae Man-shik (* 17. Juni 1902 im Kreis Okku, dem heutigen Kunsan, Chŏllabuk-do; † 11. Juni 1950 in Seoul) war ein südkoreanischer Schriftsteller, Essayist und Bühnenautor.

## Leben
Ch'ae Man-sik wurde geboren, als Korea unter japanischem Einfluss stand. Nach seinem Abschluss an der Chungang-Oberschule studierte er Englische Literatur an der Waseda-Universität in Japan. Später war er als Journalist für Tageszeitungen wie Dong-a Ilbo und Chosun Ilbo tätig.
1924 debütierte er mit der Veröffentlichung seiner Kurzgeschichte Weggabelung (kor.: Segillo). Seine Arbeit beschäftigte sich kritisch mit der Perspektivlosigkeit koreanischer Intellektueller in einer Gesellschaft unter japanischer Repression wie beispielsweise in der Erzählung Ready-Made Life (kor.: Redimeidŭ insaeng), die 1934 in der Zeitschrift "Sindonga" erschien.
Ein großes Charakteristikum seines oftmals satirischen Stils ist der Gebrauch von Ironie und Sarkasmus, dem besonders bei Mein unschuldiger Onkel viel Beachtung geschenkt wurde.
1938 wurde Ch'ae inhaftiert und unter der Bedingung freigelassen, in die japanfreundliche Vereinigung "Patriotische Literatur-Gesellschaft" einzutreten und projapanische Propagandaschriften zu verfassen.
Hiermit setzte er sich nach der Befreiung Koreas auch literarisch auf selbstkritische Weise auseinander, z. B. in Sünder der Nation (kor.: Minjok-ŭi choein). 1936 widmete er sich nach einem Umzug nach Kaesong ganz dem literarischen Schreiben.
1950 erlag er einem Tuberkuloseleiden.

## Arbeiten (Auszüge)

### Koreanisch
- 레디메이드 인생 Ready-Made Life (1934)
- 보리방아 Gerstenmühle (1936)
- 탁류 Der schlammige Strom (1937)
- 치숙 Ch'isuk (1937)
- 이런 남매 Solche Geschwister (1937)
- 패배자의 무덤 Das Grab des Verlierers (1939)
- 해후 Begegnung (1941)
- 돼지 Schwein (1948)
- 가죽버선 Ledersocken (1973)

### Übersetzungen

#### Englisch
- Peace under Heaven M. E. Sharpe (1992) ISBN 978-1563241123
- A Ready-made Life University of Hawaii Press (1998) ISBN 978-0824820718
- Land of Exile M.E. Sharpe (2007) ISBN 978-0765618108
- My innocent Uncle Jimoondang (2003) ISBN 978-8988095652
- Korean Drama Under Japanese Occupation Homa & Sekey Books (2004) ISBN 978-1931907170

#### Französisch
- Sous le ciel, la paix Actes Sud (2004) ISBN 978-2742745838